# 444 (số)
444 (bốn trăm bốn mươi bốn) là một số tự nhiên ngay sau 443 và ngay trước 445.